# کارکس هیستریکینا
کارکس هیستریکینا (نام علمی: Carex hystericina) نام یک گونه از سرده جگن است.